# پوئبلوویخو (ماگدالنا)
پوئبلوویخو (ماگدالنا) (به اسپانیایی: Pueblo Viejo, Magdalena) یک سکونتگاه مسکونی در کلمبیا است که در بخش ماگدالنا واقع شده‌است.

## خصوصیات
پوئبلوویخو ۲۴٬۸۶۵ نفر جمعیت دارد.